# Resolução 222 do Conselho de Segurança das Nações Unidas
A Resolução 222 do Conselho de Segurança das Nações Unidas aprovada em 16 de junho de 1966, após ter reafirmado resoluções anteriores sobre o tema, o Conselho prorrogou o destacamento no Chipre da Força das Nações Unidas para Manutenção da Paz no Chipre por mais 6 meses, terminando agora em 26 de dezembro de 1966. O Conselho convidou igualmente as partes diretamente interessadas a continuarem a agir com a maior moderação e a cooperarem plenamente com a força de manutenção da paz.